# ساچیه هارا
ساچیه هارا (انگلیسی: Sachie Hara؛ زادهٔ ۱ مهٔ ۱۹۷۸) یک هنرپیشه اهل ژاپن است. 
از فیلم‌ها یا برنامه‌های تلویزیونی که وی در آن نقش داشته است می‌توان به دختری که در زمان پرش می‌کرد اشاره کرد.